# Kaľamenová
Kaľamenová este o comună slovacă, aflată în districtul Turčianske Teplice din regiunea Žilina, pe malul râului Jasenica⁠(d). Localitatea se află la altitudinea de 495 m deasupra n.m., se întinde pe o suprafață de 5,79 km2 și în 2017 număra 85 de locuitori. Se învecinează cu comuna Liešno.

## Istoric
Localitatea Kaľamenová este atestată documentar din 1240.

## Demografie
| An:                | 1994 | 2004    | 2014    | 2024    |
| ------------------ | ---- | ------- | ------- | ------- |
| Număr de persoane: | 58   | 69      | 85      | 96      |
| Diferență:         |      | +18,96% | +23,18% | +12,94% |

| An:                | 2023 | 2024   |
| ------------------ | ---- | ------ |
| Număr de persoane: | 98   | 96     |
| Diferență:         |      | −2,04% |